# ダーウィンズ・バーク・スパイダー
ダーウィンズ・バーク・スパイダー（英語:Darwin's bark spider、学名:Caerostris darwini）とは、コガネグモ科に分類されるクモである。イギリスの自然科学者チャールズ・ダーウィンの著書、『種の起源』出版から150周年目に発見されたことに因んでこの名がつけられた。

## 分布
2010年にマダガスカル東部のトアマシナにあるアンダシベ・マンタディア国立公園で発見された。それ以前からも公園のパークレンジャーたちには存在が知られていたが、この発見まで科学的研究の対象とはならなかった。

## 形態

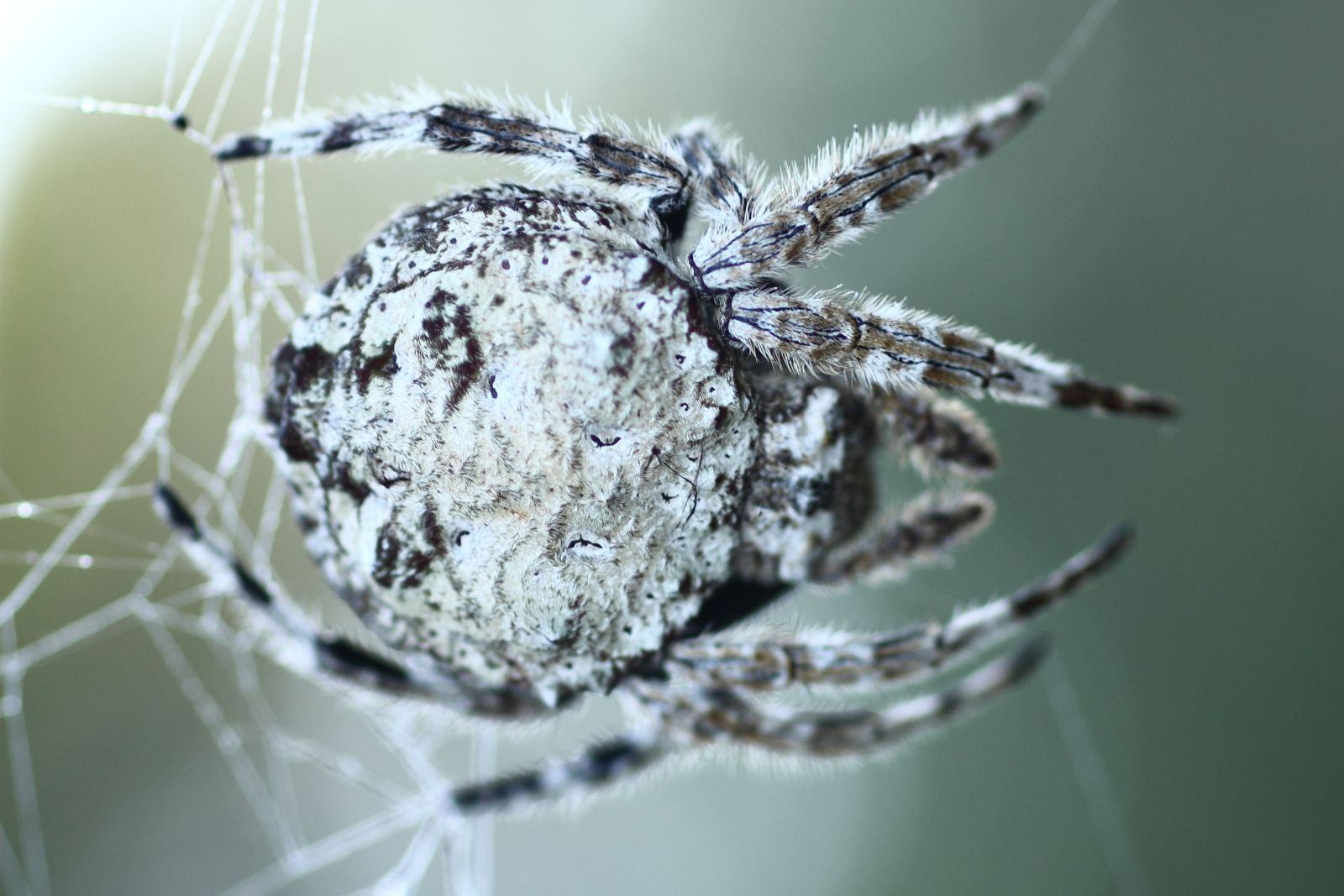
巣にいる様子。

ダーウィンズ・バーク・スパイダーは性別によって極端に大きさが異なる（性的二形）。メスがおよそ18ミリ程度であるのに対してオスは6ミリ程度である。体はまだらで不均一な模様をしていて、まわりの木に同化して天敵の目を欺くという。

## 生態

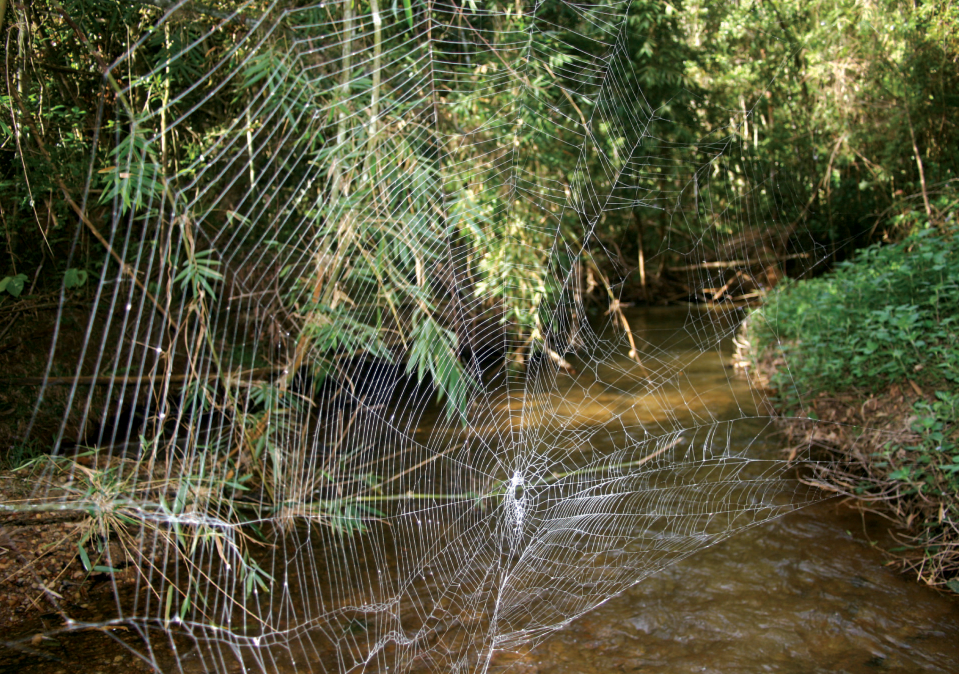
ダーウィンズ・バーク・スパイダーの巣。

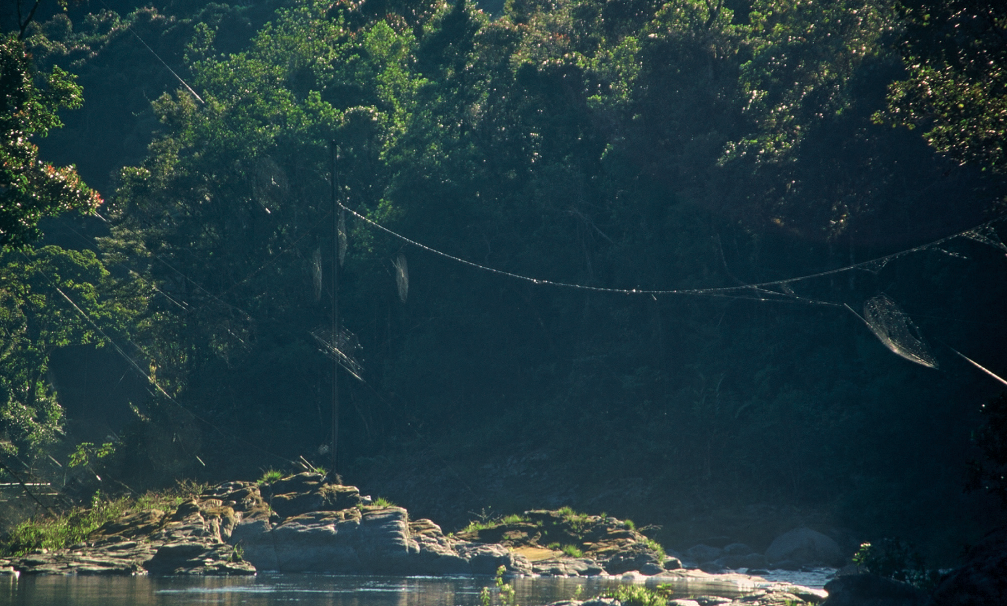
川を横切り張られた巣。

巣を造るのに用いられる糸は、これまでに知られている生物が生成する物質の中では最も頑丈で、同じサイズのケブラーの約10倍の強度である。その強度は1立方メートル当たりおよそ350メガジュールから520メガジュールにまで達し、これは通常のクモの巣の2倍の強度である。強度だけでなくその大きさも特徴的で、網の幅はおよそ25メートル、面積は2.8平方メートルにおよぶ。これはクモ一匹が造る網としては世界最大である。プエルトリコ大学の動物学者インギ・アグナルソンによると、川や池を横切るような形で巣を造り、他のクモでは到達できないような環境で生活し獲物を捕獲することも可能であるという。32匹のカゲロウを同時に捕獲した巣も確認されている。巣の大きさと網の強度は、このような生活のために同時に進化したと考えられている。現在どのようにして川などを越えてこれほど広範囲に巣を張っているのか調査が進められている。網を張るのはほとんどがメスで、若い頃はオスも糸を引く習性があるが、成長すると生殖活動に注力する。一部のハエなどは、ダーウィンズ・バーク・スパイダーと労働寄生（他の動物から餌を奪い取ること）の関係にあると考えられていて、餌を糸で包む前に餌にハエが寄り付くとそれを追い払っている様子も確認されている。